# Iglesia de Santa María de Quintanilla de Rucandio
La iglesia de Santa María es un templo católico de estilo original románico, situado en la localidad cántabra de Quintanilla de Rucandio, en el valle de Valderredible. Es un edificio enteramente de sillería, con una sola nave , ábside semicircular, y espadaña en la fachada sur, a la que está adosada un husillo por el que se accede a las campanas. Esta situación meridional de la espadaña (de construcción posterior al románico) no sigue la norma de este tipo de templos, que es la de la orientación occidental, quizá por la falta de terreno en el lado oeste.
La datación del templo original es de las postrimerías del siglo XII, aunque el ábside semicircular con columnas cilíndricas, que no sigue el patrón de la mayoría de iglesias campurrianas, sugiere una fecha anterior. 
El arco de entrada tiene tres arquivoltas de bocel, es de medio punto y está protegido por un pórtico, que exhibe un tímpano de factura gótica, aun cuando presenta una adoración de los magos en la que los protagonistas están dispuestos de una forma típicamente románica. Este conjunto escultórico, a pesar de estar bastante deteriorado, es de gran valor, y una de las piezas más interesante de todo el templo.
El ábside es la parte de la iglesia que mejor se ha conservado manteniendo las trazas románicas originales. Está dividido en tres calles por dos columnas rematadas en capiteles de cesta y hoja doblada. En la central hay una pequeña ventana de chambranas lisas típicamente románica, muy similar a la del presbiterio.
A pesar de las diversas reformas a que se ha visto sometido este templo, y los deterioros en elementos como el tímpano debidos al paso del tiempo, el estado de conservación estructural es bueno. La última actuación destinada a restauración y conservación fue emprendida en el año 2005 por la Fundación Caja Madrid.